# Erik Bosgraaf
Erik Bosgraaf (né le 9 mai 1980 à Drachten, en Frise, aux Pays-Bas) est flûtiste et musicologue. Il conclut en 2005 ses études au Conservatoire d’Amsterdam après y avoir suivi l’enseignement des professeurs Walter van Hauwe et Paul Leenhouts. En 2006, il fut reçu à la maîtrise de musicologie à l’Université d’Utrecht.

## Carrière
En 2007, Erik Bosgraaf lança sous la supervision du musicologue Thiemo Wind un album à 3 CD avec la musique du compositeur néerlandais Jacob van Eyck (1589-1657). Pendant longtemps cet enregistrement fut le numéro 1 au hit-parade de la musique classique aux Pays-Bas. Il en fut vendu dans le monde entier plus de 25 000 exemplaires. Nommé pendant la saison de 2011-2012 par le Concertgebouw d’Amsterdam et le Bozar Music de Bruxelles il fit sous les auspices d’ECHO (European Concert Hall Organisation) une tournée dans les salles les plus importantes de l’Europe dans la célèbre série des Rising Stars (Jeunes Talents).

### Ensemble Cordevento
En 2005, Erik Bosgraaf fonda avec Izhar Elias (en) et le claveciniste italien Alessandro Pianu l’ensemble Cordevento, d’abord dans le seul but de combiner la musique ancienne et moderne dans un seul programme. À partir de 2007 cependant, le trio se concentre sur la musique du XVIIe siècle, sur un répertoire souvent à cheval sur la musique populaire et la musique artistique. En 2008, Cordevento fit un second début comme orchestre baroque en effectif réduit. Ainsi, le groupe se concentre surtout sur un répertoire du XVIIIe siècle. En 2009 parut le premier disque d’Erik Bosgraaf et son orchestre baroque avec les concertos pour flûte à bec d’Antonio Vivaldi. En 2011 parut un disque avec des transcriptions de concertos pour flûte à bec de Johann Sebastian Bach. En 2012 paraîtra le premier album du trio original sous le titre : «La Monarcha».

### Coopération avec orchestre
À part ses activités avec l’Ensemble Cordevento, Erik Bosgraaf joue régulièrement en soliste avec des orchestres symphoniques ou de chambre. Il collabore entre autres avec le Dallas Symphony Orchestra (Jaap van Zweden), le Nederlands Kamerorkest (Gordan Nikolić), le Residentie Orkest de la Haye (Reinbert de Leeuw), Holland Symfonia (Otto Tausk), le Noord-Nederlands Orkest (Johannes Leertouwer), le Radio Kamer Orkest (Thierry Fischer, Andreas Delfs) et le Sinfonia Rotterdam (Alessandro Crudele). Il a la coutume de jouer alors une combinaison de musiques ancienne et moderne.

### Improvisations
Souvent le jeu d’Erik Bosgraaf se présente comme une improvisation. Rien d’étonnant à ce qu’il soit très actif dans ce domaine. C’est ainsi qu’il a enregistré trois albums avec le groupe de rock Echos Minor et qu’il joue avec le saxophoniste Yuri Honing, le groupe de jazz dit electro-free POW Ensemble (avec Luc Houtkamp), Sean Bergin, Dig d’Diz, Mary Oliver (alto) et Rozemarie Heggen (contrebasse).

### Musique nouvelle etMass media
Erik Bosgraaf propage l’exécution d’un répertoire nouveau pour son instrument. Pour lui ont été écrites des dizaines de compositions, dans lesquelles l’électronique et les multimédia sont intégrés. Il a travaillé avec des compositeurs comme Pierre Boulez, Anne Meredith, Willem Jeths, Ji Youn Kang, Jorrit Tamminga et Matijs de Roo. Puis monsieur Bosgraaf a fait une propre transcription de Dialogue de l'ombre double de Pierre Boulez, authorisée par le compositeur. Depuis 2002, Erik Bosgraaf travaille intensément avec le guitariste Izhar Elias son co-initiateur de projets théâtraux à multimédia. En 2007, parut leur CD/DVD Big Eye (Phenom Records). Ces dernières années Bosgraaf et Elias travaillent surtout avec les cinéastes Paul & Menno de Nooijer et le bruiteur Jorrit Tamminga. L’Open Universiteit leur passa commande de oer.www (2008) et pour le Festival Boulevard/November Music ils créèrent Jane in Concert (2010).

### Autres activités musicales
En 2008, Erik Bosgraaf enregistra la totalité des fantaisies pour flûte solo du compositeur baroque allemand Georg Philipp Telemann ainsi que la Partita pour flûte seule BWV 1013 de Johann Sebastian Bach. En 2009, parut la totalité des sonates pour flûte à bec de Georg Friedrich Händel en collaboration avec le claveciniste Francesco Corti. En novembre 2011 Erik Bosgraaf a été l’artiste en résidence du Festival international nommé d’après Unico Van Wassenaer (Pays-Bas), rôle qu’il remplira au cours de la saison 2011-13 pour la Toonzaal de Bois-le-Duc. Erik Bosgraaf donne des concerts et des classes de maître dans le monde entier et est professeur au conservatoire d'Amsterdam et à l'Académie de musique de Cracovie.
En 2024, Erik Bosgraaf est devenu le directeur artistique du Festival International de Musique Ancienne de Londres (LIFEM).

### Prix
En 2009, Erik Bosgraaf obtint le Borletti-Buitoni Trust Award (Londres). En 2009, lui et son compagnon reçurent le Grachtenfestivalprijs (Amsterdam). In 2011, lui fut attribuée la plus haute distinction de l’État néerlandais pour la musique : le Nederlandse Muziekprijs. En outre, il fut décoré du Gouden Viooltje (petit violon d’or) en tant que talent musical originaire du nord des Pays-Bas.

## Discographie
- ‘Adriana. Her Portrait, Her Life, Her Music’ (2023) book by musicologist Thiemo Wind with 31 songs
- Loevendie and Bosgraaf: Nachklang - Reflex - Dance - Improvisations (Brilliant Classics 95906), 2018
- Telemann: The Trio Sonatas for Recorder, Violin & Basso Continuo (Berlin Classics 0301006BC), 2017
- Ernst Reijseger: Walking Out, soundtrack for the movie by Andrew & Alex Smith (Winter & Winter), 2017
- Telemann: The Double Concertos with Recorder, Cordevento (Brilliant Classics 95249), 2016
- Telemann: Complete Suites and Concertos for Recorder, Cordevento (Brilliant Classics 95248), 2016
- Ernst Reijseger: Salt & Fire, soundtrack for the movie by Werner Herzog (Winter & Winter, 2016)
- Willem Jeths: Recorder Concerto (Challenge Records CC 72693), 2015
- Telemann: The Recorder Sonatas (Brilliant Classics 95247), 2015
- Pierre Boulez, Tamminga/Bosgraaf: Dialogues, Dialogue de l'ombre double (Brilliant Classics 94842), 2015
- Vivaldi: The Four Seasons, Cordevento (Brilliant Classics 94637), 2013, re-release on LP 2015
- Hotel Terminus, met Saxophonist Yuri Honing (Brilliant Classics 9418), 2013
- La Monarcha, 17th centrury music from the Spanish territories, Cordevento (Brilliant Classics, 94252), 2012
- Bach: Concerti, Cordevento (Brilliant Classics 94296), 2011
- Vivaldi: Recorder Concertos, Cordevento (Brilliant Classics 93804), 2009
- Handel: The Recorder Sonatas (Brilliant Classics 93792), 2008
- Telemann: Twelve Fantasias, Bach: Partita (Brilliant Classics 93757), 2008
- Van Eyck: Der Fluyten Lust-hof (3-CD-set, Brilliant Classics 93391), 2007[10]
- Big Eye, movies & music (CD & DVD, Phenom Records PH0713), 2007
- Telemann:  Chamber Music with Recorder (Brilliant Classics 97411), 2025